# Jerzy Szwagrzyk
Jerzy Stanisław Szwagrzyk (ur. 28 czerwca 1957 w Krakowie) – profesor doktor habilitowany nauk biologicznych w zakresie biologii – ekologii roślin. Kierownik Katedry Bioróżnorodności Leśnej Wydziału Leśnego Uniwersytetu Rolniczego im. Hugona Kołłątaja w Krakowie.

## Kariera naukowa
Stopień doktora nauk leśnych uzyskał pod kierownictwem prof. Elżbiety Pancer-Kotejowej na Wydziale Leśnym Akademii Rolniczej w Krakowie w 1990 roku na podstawie rozprawy "Struktura przestrzenna populacji buka Fagus sylvatica L. i jodły Abies alba Mill. na terenie Nadleśnictwa Jaworzyna i Kopciowa w LZD Krynica" [Vegetatio, 889, 1990]. Stopień doktora habilitowanego nauk biologicznych w zakresie biologii, specjalność ekologia roślin, uzyskał na Wydziale Biologii i Nauk o Ziemi Uniwersytetu Jagiellońskiego w 1998 roku na podstawie rozprawy "Modelling competition among trees in mixed stands of complex structure". Tytuł profesora nauk leśnych uzyskał 2003 roku.
Od czwartego roku studiów na Wydziale Leśnym AR w Krakowie pracuje na Uczelni: najpierw jako pracownik techniczny (1980-1984), później jako asystent i starszy asystent (1984-1990), adiunkt (1990-2004), profesor nadzwyczajny (2004-2011) oraz profesor zwyczajny (od roku 2011). W latach 1999–2011 kierował Katedrą Botaniki Leśnej i Ochrony Przyrody, następnie od 2011 do 2014 Zakładem Botaniki i Ochrony Przyrody w ramach Instytutu Bioróżnorodności Leśnej. W okresie 2014–2019 był dyrektorem Instytutu Ekologii i Hodowli Lasu, a obecnie jest kierownikiem Katedry Bioróżnorodności Leśnej.
W latach 1999–2002 był członkiem Senackiej Komisji ds. Organizacji, w tej samej kadencji przewodniczył Wydziałowej Komisji ds. Dydaktycznych. Od roku 2012 jest przewodniczącym Wydziałowej Komisji ds. Nauki.[1]

## Ważniejsze staże naukowe
W roku 1992 odbył czteromiesięczne stypendium IREX w College of Forestry, University of Washington w Seattle oraz w Institute of Ecosystem Studies w Millbrook, USA. W roku 1995 przebywał przez 3 miesiące w ramach stypendium na Wydziale Leśnym Szwedzkiego Uniwersytetu Rolniczego w Umea. W roku 1998-99 jako stypendysta Programu Fulbrighta spędził 9 miesięcy w College of Forest Resourses, Oregon State University w Cornvallis, USA.[]

## Zainteresowania naukowe i publikacje
Jego główne zainteresowania naukowe to ekologii drzew i zbiorowisk leśnych, a w szczególności: konkurencja między drzewami w wielogatunkowych drzewostanach, struktura i dynamika naturalnych zbiorowisk leśnych, mechanizmy utrzymania różnorodności gatunkowej w zbiorowiskach leśnych, przebieg procesów odnowieniowych w lasach, wtórna sukcesja roślinności drzewiastej.
Ważniejsze opublikowane prace:
Szwagrzyk, J., & Czerwczak, M. (1993). Spatial patterns of trees in natural forests of East‐Central Europe. Journal of Vegetation Science, 4(4), 469-476.
Szewczyk, J., & Szwagrzyk, J. (1996). Tree regeneration on rotten wood and on soil in old-growth stand. Vegetatio, 122(1), 37-46.
Szwagrzyk, J. (1997). Modeling competition among trees in mixed stands of complex structure. Zeszyty Naukowe Akademii Rolniczej im. H. Kolataja w Krakowie. Rozprawy (Poland)
Szwagrzyk, J., Szewczyk, J., & Bodziarczyk, J. (2001). Dynamics of seedling banks in beech forest: results of a 10-year study on germination, growth and survival. Forest Ecology and Management, 141(3), 237-250.
Szwagrzyk, J., & Gazda, A. (2007). Above‐ground standing biomass and tree species diversity in natural stands of Central Europe. Journal of vegetation Science, 18(4), 555-562.
Szwagrzyk, J., Szewczyk, J., & Maciejewski, Z. (2012). Shade-tolerant tree species from temperate forests differ in their competitive abilities: A case study from Roztocze, south-eastern Poland. Forest ecology and management, 282, 28-35.

## Członkostwo w organizacjach
Jest członkiem Polskiego Towarzystwa Botanicznego (od 1985 r.) oraz International Association for Vegetation Science (od 1989 r.). Od roku 1996 (z trzyletnią przerwą w latach 1999-2002) należy do Komitetu Ekologii PAN. Od roku 2008 jest członkiem Komitetu Nauk Leśnych PAN oraz Komitetu Ochrony Przyrody PAN. W latach 1993–2012 był członkiem redakcji "Wiadomości Ekologicznych" , a od roku 2003 w "Polish Journal of Ecology". W latach 1991–1994 był członkiem Rady Naukowej Ojcowskiego Parku Narodowego, od 2003 Babiogórskiego Parku Narodowego, a od 2012 Tatrzańskiego Parku Narodowego (której to radzie obecnie przewodniczy). W latach 1996–1998 był koordynatorem operatu ochrony ekosystemów w projekcie Planu Ochrony Babiogórskiego Parku Narodowego. W latach 2003–2012 należał do Naukowego Centrum Badań Ekologicznych PAN i Rady Naukowej Instytutu Badawczego Leśnictwa w Warszawie. W grudniu 2012 roku został wybrany do Centralnej Komisji ds. Stopni i Tytułów Naukowych na kadencję 2013-2016.[1]

## Dodatkowa działalność naukowa i dydaktyczna
Promotor 51 prac magisterskich, 7 obronionych prac doktorskich oraz 2 przewodów doktorskich w toku. Recenzent w 16 przewodach doktorskich oraz 13 przewodach habilitacyjnych, w tym jednym w Austrii (BOKU, Wiedeń). Recenzent prac publikowanych w międzynarodowych czasopismach naukowych: "Annals of Forest Science:, "Canadian Journal of Forest Research", "Ecosystems", "European Journal of Forest Research", "Forest Ecology and Management", "Forest Science", "Journal of Ecology", "Journal of Vegetation Science", "Plant Ecology, "Plant and Soil".
Kierownik 10 zrealizowanych projektów badawczych finansowanych przez Komitet Badań Naukowych, Ministerstwo Nauki i Szkolnictwa Wyższego oraz Narodowe Centrum Nauki.